# Hemitruljalia
Hemitruljalia is een geslacht van rechtvleugeligen uit de familie krekels (Gryllidae). De wetenschappelijke naam van dit geslacht is voor het eerst geldig gepubliceerd in 2005 door Gorochov.

## Soorten
Het geslacht Hemitruljalia omvat de volgende soorten:
- Hemitruljalia rufula Gorochov, 2005
- Hemitruljalia viridula Gorochov, 2005